# Metamora (Indiana)
Metamora est une census-designated place située dans le comté de Franklin, dans l’État de l'Indiana, aux États-Unis. Lors du recensement de 2020, elle compte 207 habitants.